# Karel Novák (hudebník)
Karel Novák (* 1952, Praha) je český rockový hudebník a kapelník.

## Životopis
V mládí se učil hrát na housle, pod vlivem Beatles, rock and rollu a písniček Semaforu se začal věnovat kytaře, baskytaře i kontrabasu. Hru na kontrabas vystudoval na Pražské konzervatoři. Předtím se vyučil elektromechanikem se specializací na zabezpečovací systémy pro plánovanou stavbu pražského metra a dva roky pracoval pro metro.

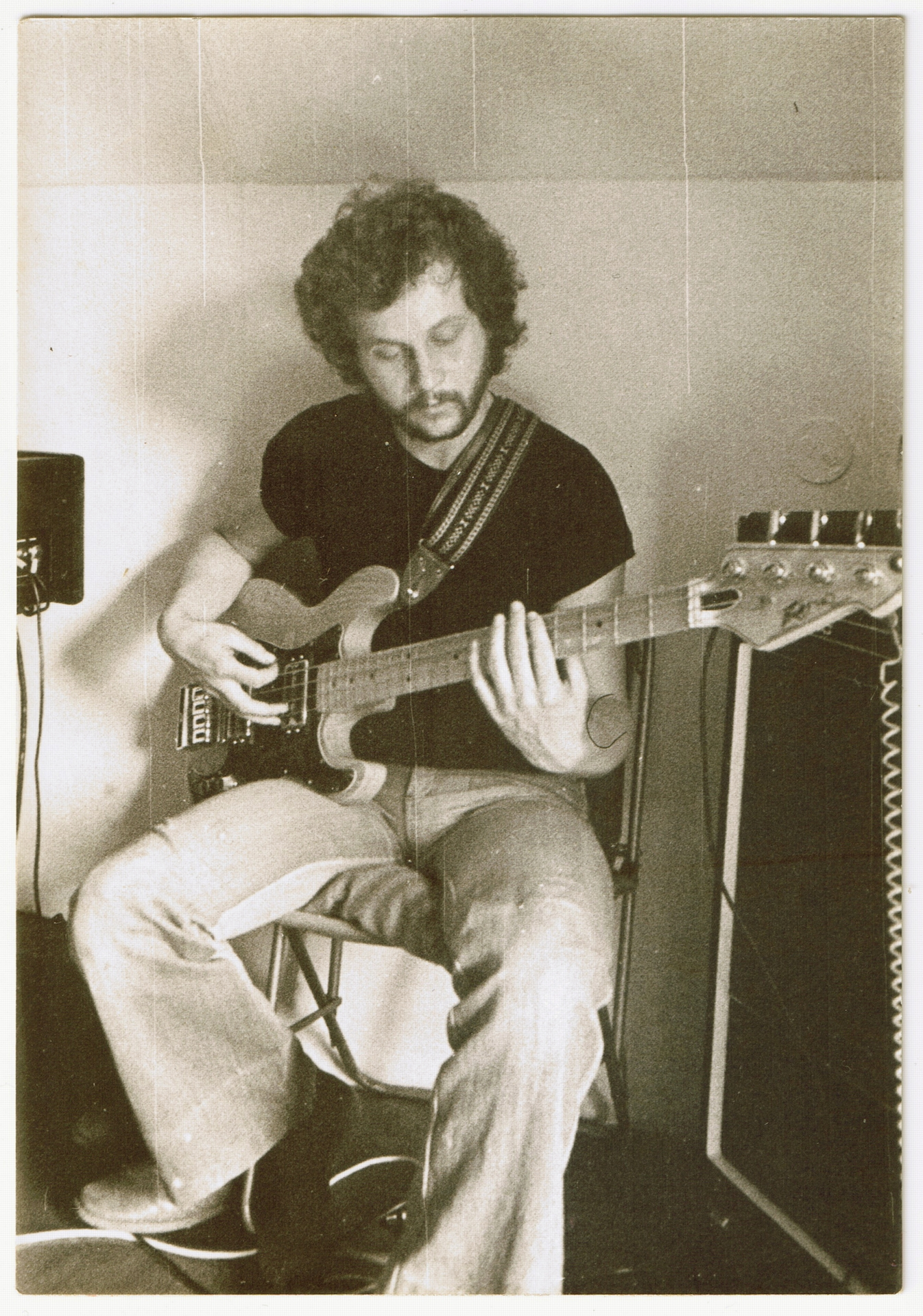
Karel Novák při nahrávání s Nemesis

V roce 1979 oslovila Karla Nováka Jana Kratochvílová a on s dalším absolventem konzervatoře Michalem Pavlíkem pro ni založil kapelu Motor. Kytaristou byl Ladislav Čepelák, známý z kapel Benefit nebo Markýz John. Předtím oba spolupracovali s bratry Hejnovými ve zprvu jazz rockové a později art rockové kapele Nemesis, kde byl hlavním skladatem kytarista Petr Hejna, na archivní nahrávce kapely se podílel i vyhledávaný jazzový saxofonista František Kop. Karel Novák hrál v 70. létech na kontrabas v Pražském Big Bandu Milana Svobody. Jazzu se věnoval i v kapele Jazz Nova.
V roce 1982 se stal kapelníkem u George and Beatovens Petra Nováka, vystupující pod zkratkou G & B (jedná se o shodu jmen, nebyli příbuzní). Působil i v kapele Flop Karla Zicha, kde kapelníkem byl Michal Pavlík. Spolu s kytaristou G & B Stanislavem Staňkem založili kapelu Tom Petty 52, hrající skladby Toma Pettyho, číslovka 52 v názvu znamenala rok narození většiny členů. V roce 2020 po smrtí Stanislava Staňka, který byl v souboru i zpěvákem, kapela činnost ukončila.
George and Beatovens naopak po smrti Petra Nováka v roce 1997 na hudební scéně působili dál se zpěváky Karlem Kahovcem a Viktorem Sodomou. Zemřelého Petra Nováka připomínali jeho figurínou na pódiu. Bubeníkem byl Petr Eichler, s Karlem Novákem dříve společně působící mimo G & B také v Zichově Flopu a v kapele Tom Petty 52. 
Odnož G & B pod názvem Cosa Nostra Band doprovázela po návratu z emigrace Ivana Hajniše, frontmana kapely The Primitives Group.

## Zajímavosti:
První baskytarou Karla Nováka byla Jolana Typhon, hraje na nástroje Music Man Stingray 1977, Fender Precision Bass 1962 a Fender JazzBass 1969. Karel Novák je sběratelem „fezovek“ – nálepek na krabice s fezy.